# Nabucco

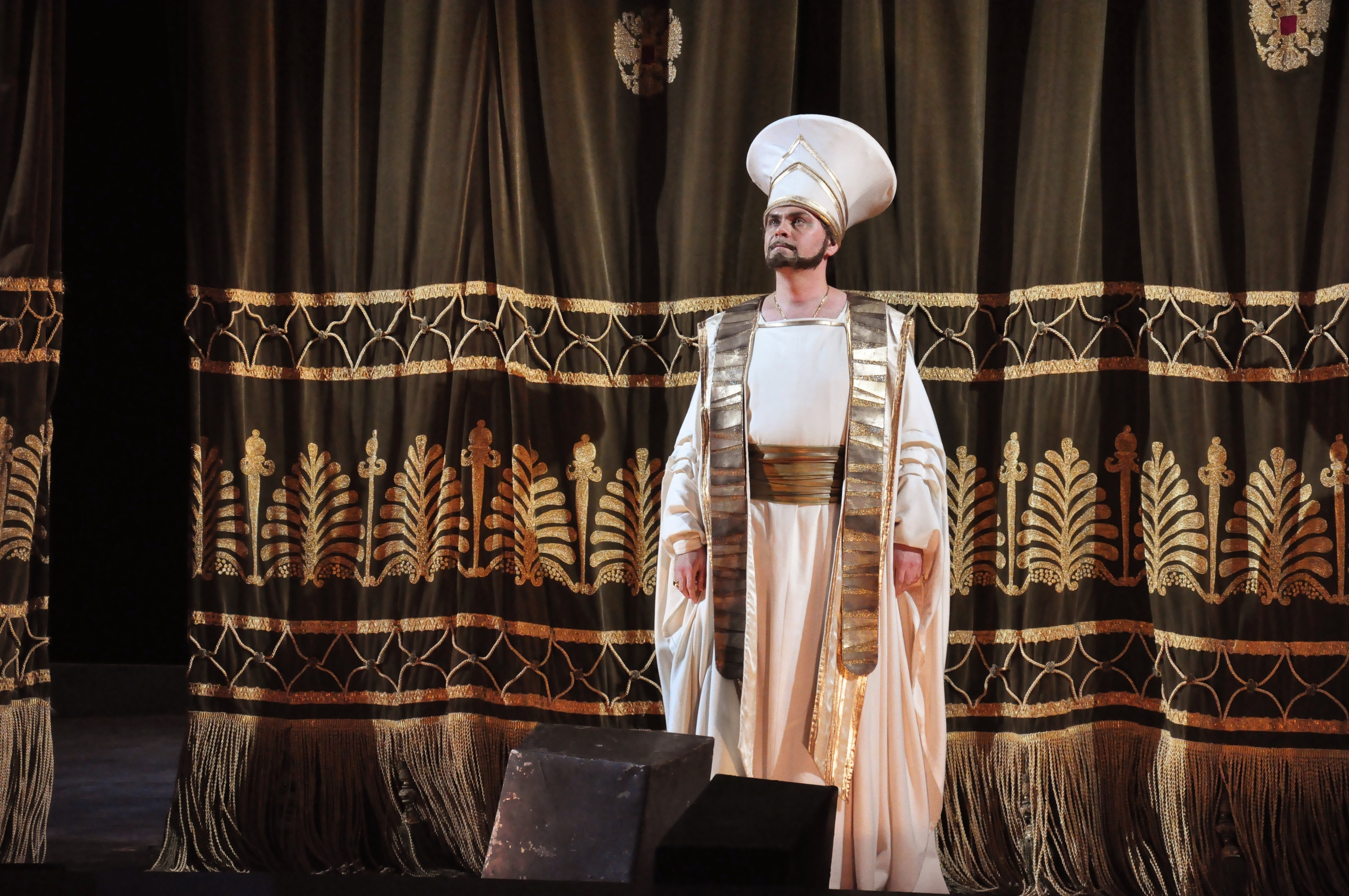
Nabucco

Nabucco, tên đầy đủ là Nabuccodonosor, là vở opera 4 màn của nhà soạn nhạc người Ý Giuseppe Verdi. Ông viết vở opera này vào năm 1841 với lời của Temistocle Solera. Lời của tác phẩm này được viết dựa trên Sách của Jeremiah, Sách của Daniel và vở kịch được viết bởi Auguste Anicet-Bourgeois và Francis Cornue, mặc dù vở ballet của Antonio Cortese dựa trên vở kịch nói trên (có sự đơn giản về cốt truyện) mới là nguồn quan trọng hơn về lời cho vở opera của Verdi. Vở opera được trình diễn lần đầu tiên tại La Scala, Milan vào ngày 9 tháng 3 năm 1842. Vở opera này đã thấm đượm tinh thần dân tộc Ý, thấm đượm tình yêu tự do và độc lập dành cho Ý trước ách đô hộ của quân xâm lược. Sức mạnh của vở opera này lớn đến nỗi nhiều cuộc biểu tình nổ ra ngay sau buổi công diễn của nó. 